# امور پنهانی
امور پنهانی (به انگلیسی: Covert Affairs) یک مجموعه تلویزیونی درام-اکشن با هنرپیشگی پیپر پرابو و کریستوفر گورهام است که برای اولین بار سه شنبه ، ۱۳ ژوئیه ۲۰۱۰ از شبکه یواس‌ای نتورک پخش شد.

## داستان
یک کار آموز جوان سازمان سیا، "آنی والکر" ، برای کار کردن در بخش حفاظت داخلی به عنوان یک مامور عملیاتی فرستاده شده است.اوت "اگی" اندرسون یک مأمور متخصص تکنولوژی کور است که آنی را در زندگی جدید خود راهنمایی میکند.در ابتدا داستان پوشش مخفی آنی این بود که او در موزه ی اسمیتسونین کار میکند اما بعداً آن را رها کرد.از فصل چهارم ، پوشش جدید او این بود که است که از یک وارد/صادر کننده اشیا گران و پر زرق و برق است که معاملات گران قیمت و حتی گاهی غیرقانونی را به انجام میرساند.

## بازیگران و شخصیت ها

### بازیگران اصلی
- پیپر پرابو در نقش آنه کاترین "آنی" والکر، یک کار آموز سیا چند زبانه
- کریستوفر گورهام در نقش اوت "اگی" اندرسون ، مامور اطلاعات نظامی/عملیاتی ویژه سیا
- کری مچت در نقش جوان کمپبل ، افسر ارشد که ریاست حفاظت بخش داخلی [۲] (همسر آرتور کمپبل)
- آن دودک در نقش دنیل بروکز (فصل ۱ و۲): خواهر بزرگتر آنی[۳]
- سندهیل رامامورثی در نقش جای ویلکوکس (فصل ۱ تا ۳)، افسر سازمان سیا
- پیتر گلگر در نقش آرتور کمپبل (فصل ۲ تا ۵) ، مدیر خدمات ملی مخفی
- هیل هارپر در نقش کالدر مایکلز (فصل ۴ تا ۵) ، رئیس دفتر سیا در مدلین, کلمبیا
- نیکلاس بیشاپ در نقش رایان مک کوید (فصل ۵) ، صاحب یک شرکت امنیتی خصوصی.

### بازیگران دوره ای
- اودد فهر در نقش ایال لاوین (فصل ۱ تا ۵): مامور اجرایی موساد
- نوام جنکینز در نقش وینسنت روسابی (فصل ۱ تا ۴): مامور اف‌بی‌آی
- ایان بیلی در نقش بن مرسر (فصل ۱ و ۲): مامور عملیات سیاه (دوست پسر سابق آنی)[۴]
- گریگوری ایتزین در نقش هنری ویلکوکس (فصل ۱ تا ۴):مدیر سابق سازمان سیا از خدمات ملی مخفی (پدر جای ویلکوکس) [۵]
- سارا کلارک در نقش لنا اسمیت (فصل ۳): سرپرست آنی در یکی دیگر از بخش سیا
- امانوئل ووگیر در نقش لیزا هرن (فصل ۱ و ۲): روزنامه نگاری با منبع مرموز
- ریچارد کویل در نقش سایمون فینچر (فصل ۳): سرمایه دار مشکوک به جاسوسی سرویس امنیت فدرال روسیه
- پری ریوز در نقش کیتلین کوک (فصل ۵): دستیار رایان مک کوید
- ایمی جو جانسون در نقش هیلی پرایز (فصل ۵)

## جوایز
| سال  | جایزه                               | دسته بندی                                            | دریافت کننده (ها) | نتیجه    |
| ---- | ----------------------------------- | ---------------------------------------------------- | ----------------- | -------- |
| ۲۰۱۱ | جایزه گلدن گلوب                     | بهترین عملکرد بازیگر زن در تلویزیون                  | پیپر پرابو        | نامزدشده |
| ۲۰۱۳ | جایزه ی سازمان ملی نابینایان کانادا | جایزه دستاورد ویژه دیدن فراتر از رویاهای از دست رفته | کریستوفر گورهام   | پیروز    |
| ۲۰۱۱ | جوایز گریسی                         | بازیگر زن برجسته برای دستیابی به موفقیت در یک نقش    | پیپر پرابو        | پیروز    |